# 乘務員
乘務員是交通運輸工具上的服務人員概稱。

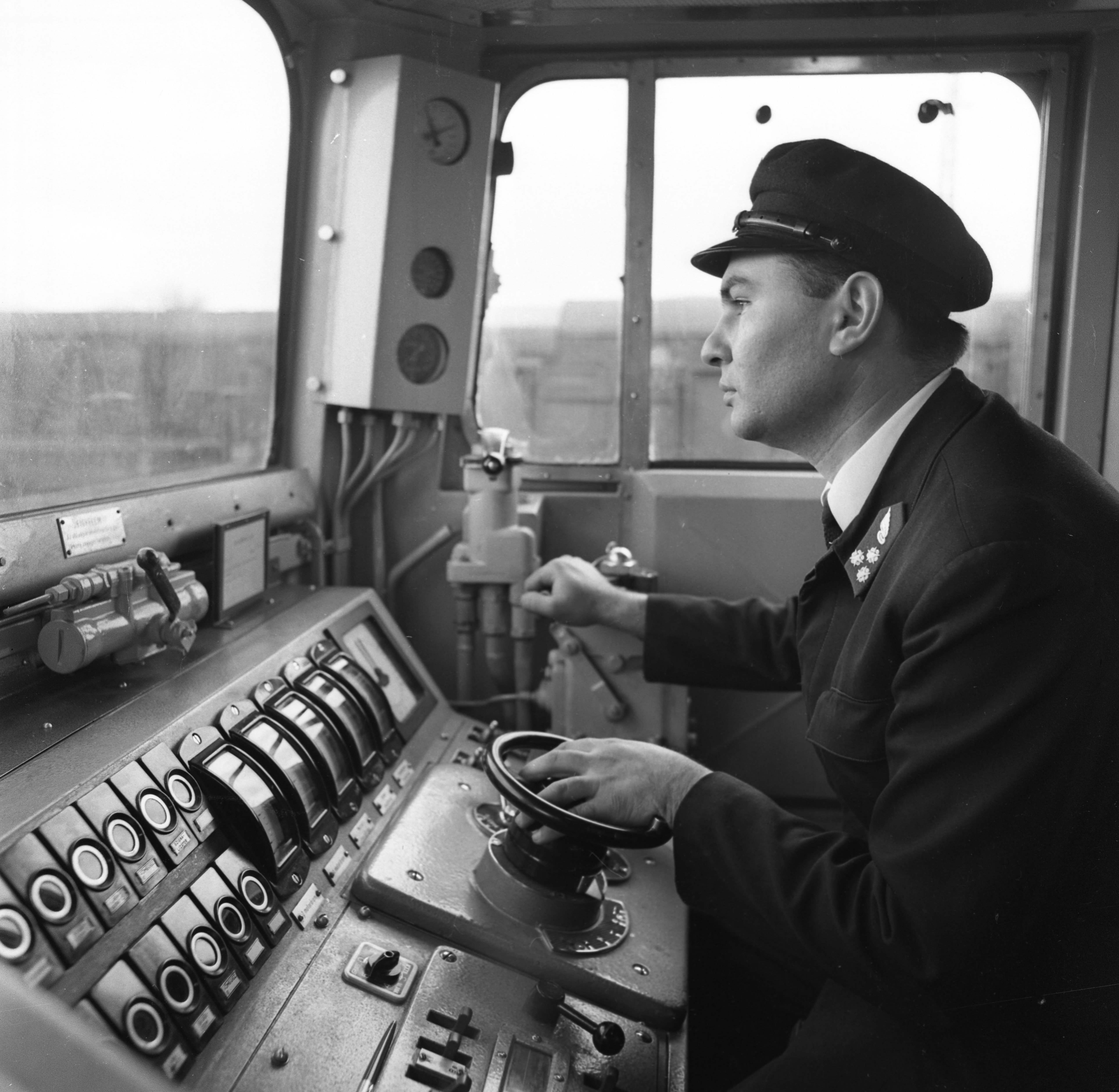
1971年匈牙利的列車駕駛員

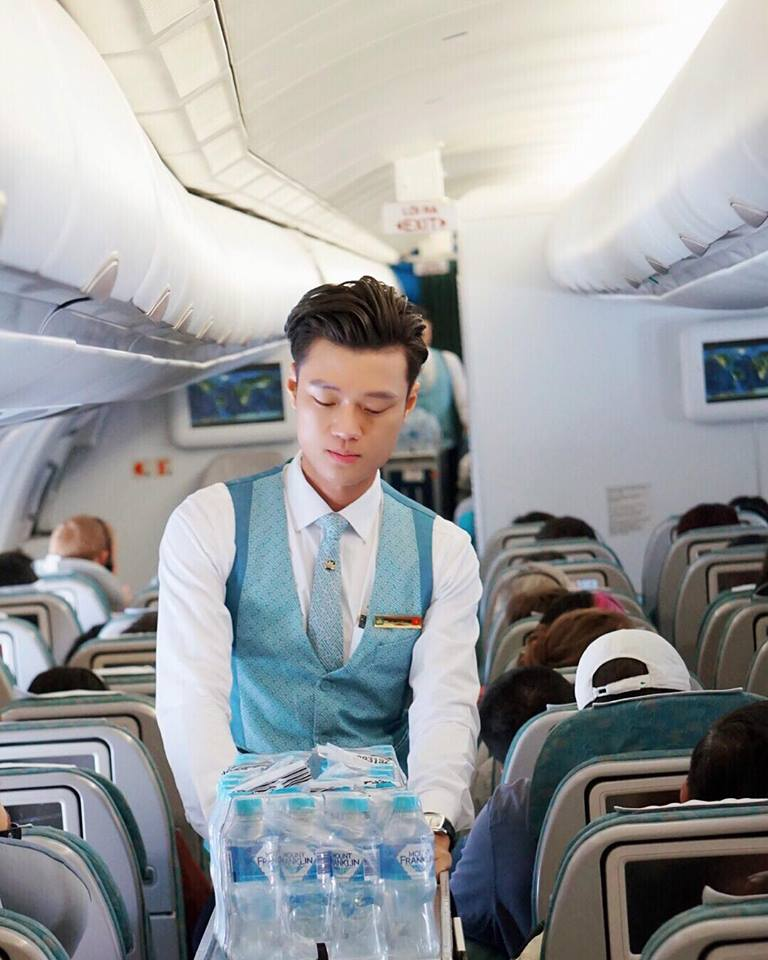
越南航空的空中乘务员

一般交通運輸工具的服務人員，可稱為組員或機組人員（Crew），依其工作範圍區分，大概可區分為前艙與後艙。前艙通常指駕駛艙，在前艙服務的人員通常負責運轉工作，例如飛機的機師，或鐵路列車的列車駕駛。
而為後艙通常指客艙，即旅客乘坐的空間。在後艙服務的人員，為了與前艙組員區分，通常稱為乘務員。
飛機的乘務員，依職務分為座艙長和空中服務員。有時尚包含空中保安人員。
鐵路列車的乘務員，依職務分為列車長、列車乘務員或列車駕駛。在臺灣，鐵路乘務員通常專指駕駛動力車的臺鐵乘務員。